# Пуршево (городской округ Балашиха)
Пу́ршево — деревня в городском округе Балашиха Московской области. Население — 3075 человек (2021).

## История
Территория Пуршева была заселена издревле. Раскопки подтверждают, что ещё в древности здесь находились стоянки вятичей. Первые упоминания о деревне можно обнаружить на картах XVIII века. На тот момент деревня носила название Пурышево (на карте по сноске указано «Пурышепо», но в названиях многих соседних деревень окончание «-во» изменено на «-по»). К концу XIX века деревня приобрела современное название.
В конце XIX — начале XX века более 30% жителей деревни работало в соседней деревне Саввино на Саввинской мануфактуре. Само Пуршево в этот период значилось при полушерстяном заводе крестьянина Якова Ларионовича Пяткова и относилось к приходу храма Преображения Господня в Саввино.
В 1970-х годах в Пуршево был переведён совхоз «Серп и Молот», ранее находившийся на территории нынешнего микрорайона Южное Измайлово московского района Ивановское.
В период с 1964 по 1984 гг. в Пуршево строятся пятиэтажные дома, а в 2006 году размораживается и в 2010 году завершается строительство семиэтажного дома №12.
В 2020 году на месте бывшего управления совхозом «Серп и Молот» открывается бизнес-центр «Лофт Пуршево». В 2021 году на месте бывших совхозных полей начинается строительство индустриального парка «Демидов Балашиха», рассчитанного на 795 рабочих мест и 14 резидентов.

## География

### Расположение
Деревня располагается приблизительно в 10 км к востоку от Москвы, на юге городского округа Балашиха.
Граничит:
- на севере и востоке — с деревней-«спутником» Соболиха;
- на юго-востоке — с селом Новый Милет;
- на юге — с деревней Русавкино-Романово.
- на севере и северо-западе — с микрорайоном Саввино Балашихи.

### Ландшафт
Территория деревни относительно равнинная, с незначительными возвышениями. На северо-западе и западе деревни протекает запруженная река Чёрная, а также располагается засыпанное прудовое хозяйство.

## Население
| 1926 | 2002  | 2006  | 2010  | 2021  |
| ---- | ----- | ----- | ----- | ----- |
| 375  | ↗2163 | ↗2201 | ↘2055 | ↗3075 |

## Инфраструктура

### В деревне
На территории деревни располагаются:
- Ново-Милетская амбулатория[22];
- детский сад № 40 «Бригантина»[23];
- бизнес-центр «Лофт Пуршево»[24];
- газовая котельная № 9[25];
- ГСК «Урожай»[26].

Жилой фонд обслуживается ТСЖ «Пуршево» и ООО «УК «Энтузиаст»».

### Пуршевское кладбище
На юго-западной окраине деревни находится Пуршевское кладбище с расположенным рядом Храмом иконы Божией Матери Взыскание погибших д. Пуршево (открыт 27 декабря 2009 года), который административно расположен на территории Саввино. На кладбище есть мемориал 84 сельчанам, погибшим в Великой Отечественной войне, открытый на деньги жителей Пуршева и Соболихи.

### Рядом с деревней
С юга и юго-востока к деревне примыкают:
- индустриальный парк «Демидов Балашиха»[33];
- логистический центр компании «Спортмастер»[34][35];
- федеральная платная автомагистраль М12 «Восток» Москва — Казань — Екатеринбург[36].

## Транспорт
Через деревню ходят маршрутные такси № 38к (с заездом к Пуршевскому кладбищу), а также автобусы № 23, 33, 65.

## Список улиц
Кооперативная, Новослободская, Пролетарская, Центральная.

## Связанные события
- В 2010 году в Пуршево проходили съёмки клипа на трек DJ Smash «Птица»[39].

### Инциденты и происшествия
- В 1942 году Пуршево пострадало в результате взрыва боеприпасов в соседнем посёлке Саввино[40]. Неразорвавшиеся снаряды были взорваны в районе Пуршевского кладбища[41].
- В 2010 году произошёл пожар, площадью 800 кв. м на территории гаражно-строительного кооператива[42].
- В 2017 году в Пуршево был обнаружен цех по пошиву контрафактной текстильной продукции[43].
- В 2018 году произошёл взрыв газовоздушной смеси в одном из домов[44], пострадал один человек[45].

На территории деревни и в её окрестностях неоднократно проводились митинги, собрания и проверки, касающиеся предполагаемых нарушений в сфере экологии, природопользования и строительства, в частности:
- митинги против пуршевской свалки[46][47][48];
- встреча по вопросам препятствия планируемому строительству мусоросжигательного завода[49];
- встреча против строящегося индустриального парка «Демидов Балашиха»[50];
- проверка и пресечение деятельности по незаконной добыче песка[51];
- проверка и штраф за хранение на открытом грунте строительных и коммунальных отходов[52].

## Фото

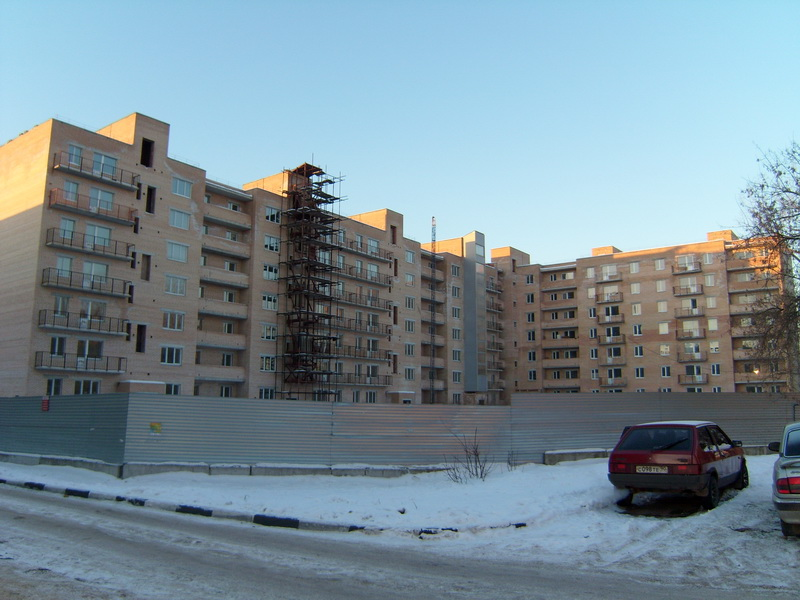
Семиэтажный дом на этапе строительства
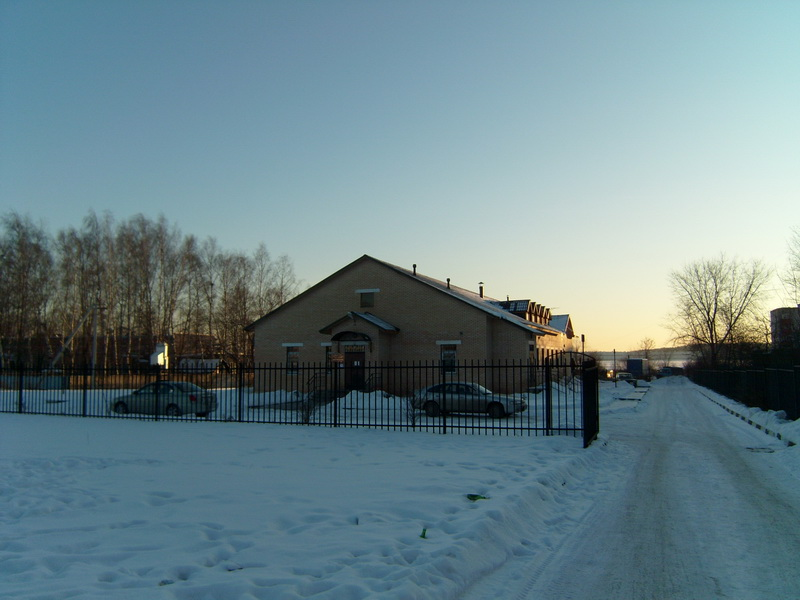
Здание поликлиники в Пуршево
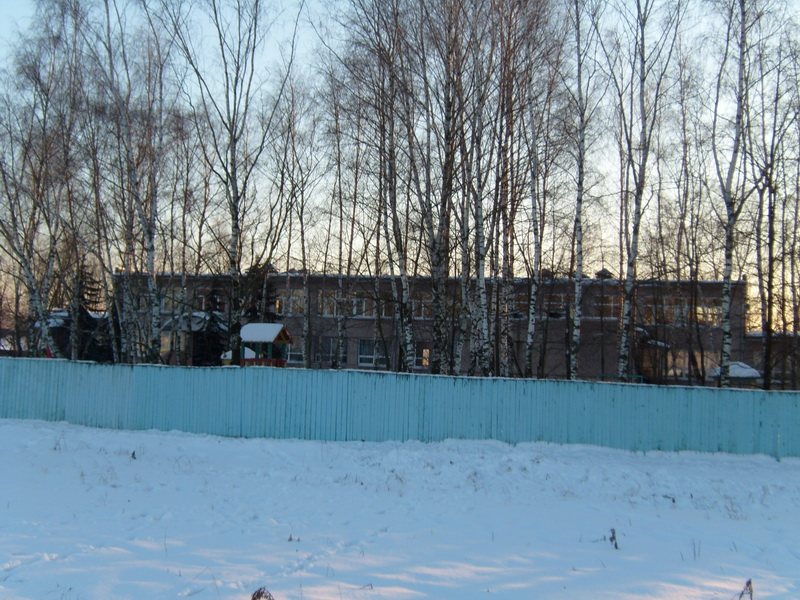
Детский сад №40 "Бригантина"
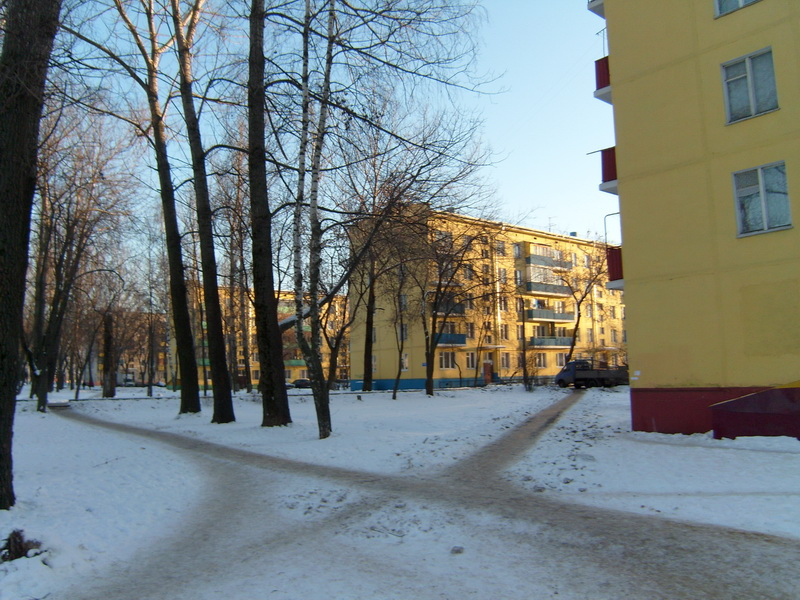
Дома в Пуршево (14-й, 15-й, 16-й и 17-й)
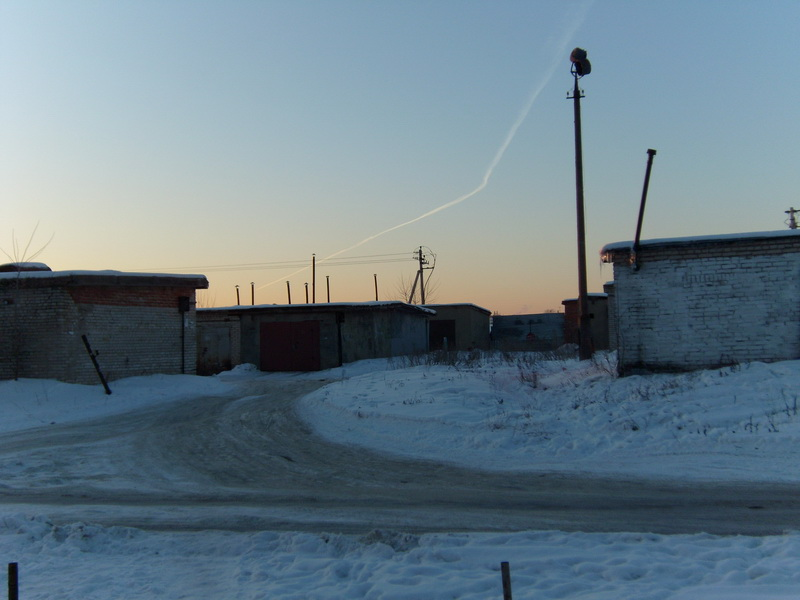
Гаражный комплекс
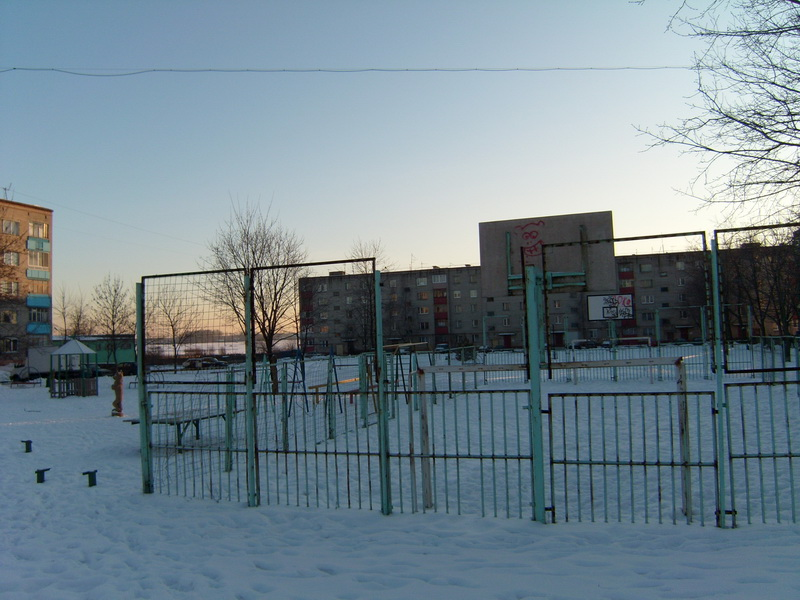
Детская и спортивная площадки